# El alegre divorciado
El alegre divorciado (en España) o La casada es mi mujer (en México) es una comedia hispano-mexicana estrenada en 1976 y dirigida por Pedro Lazaga. Está basada en la obra de Pedro Muñoz Seca y Pedro Pérez Fernández, Anacleto se divorcia. 

## Argumento
Carlos (Fernando Luján) es un joven que ha marchado a México, donde conoce a Gloria (Norma Lazareno), hija de un hombre de negocios, don Felipe (Pancho Córdova). Invita a la boda a sus padres, Ramón (Paco Martínez Soria) y Socorro (Florinda Chico), dos cincuentones que regentan un bar en Madrid. Una vez en México, Ramón se entera de que allí se puede divorciar.

## Reparto
- Paco Martínez Soria como Ramón Pozuelo.
- Florinda Chico como Socorro Velilla.
- Norma Lazareno como Gloria Aguirre.
- José Ángel Espinosa «Ferrusquilla», como Gonzalitos.
- Fernando Luján como Carlos Pozuelo Velilla.
- Angélica Chaín como Chuchi
- Pancho Córdova como Felipe Aguirre.
- Rosita Bourchot como Elvirita
- Carlos Bravo y Fernández «Carl Hillos», como Finisterre.